# گوالگوایچو
گوالگوایچو (به اسپانیایی: Gualeguaychú) شهری در کشور آرژانتین، استان انتره ریوس است که در سال ۲۰۰۹ میلادی، حدود ۷۵٬۵۱۶ نفر جمعیت داشته است.